# Schönherz & Fleer

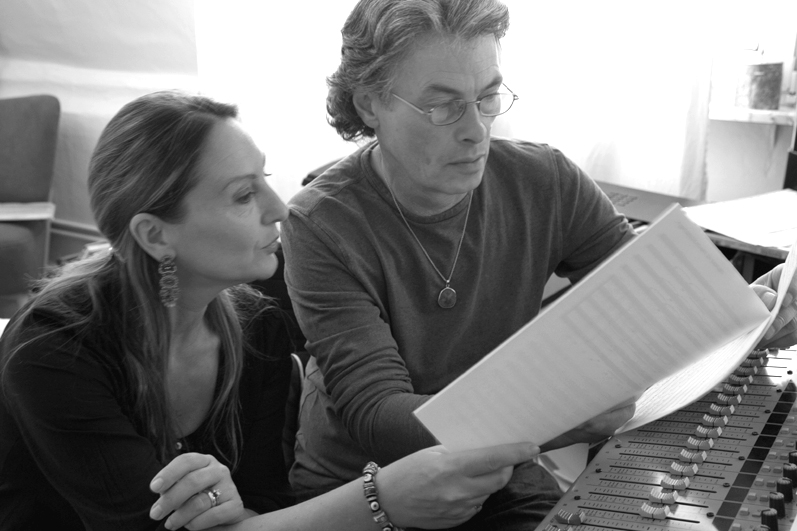
Die Komponisten, Produzenten und Musiker Angelica Fleer und Richard Schönherz.

Schönherz & Fleer sind ein Musiker- und Produzententeam, bestehend aus Richard Schönherz und Angelica Fleer. Ihre erfolgreichste Produktion ist das Schönherz & Fleer - Rilke Projekt. Hiervon wurden vier CDs veröffentlicht, drei von ihnen haben Goldstatus erreicht. Im November 2010 ist die vierte CD des Rilke Projekts namens Weltenweiter Wandrer erschienen. Zudem haben die beiden Komponisten auch das Schönherz & Fleer - Hesse Projekt gegründet. Hiervon sind zwei CDs erschienen.

## Berufliches Schaffen
1997 trafen Richard Schönherz und Angelica Fleer erstmals zusammen. Der Produzent Richard Schönherz war von dem Instrumentalalbum Waiting for the big rain begeistert, das Angelica Fleer im gleichen Jahr veröffentlicht hatte. Er lud Fleer zu einem Treffen in Bolinas ein, um gemeinsam Texte des Dichters Rainer Maria Rilke zu vertonen.
In den folgenden Jahren komponierten Schönherz & Fleer Musik zu Gedichten Rilkes und ließen die Texte von deutschsprachigen Schauspielern und Sängern, u. a. Ben Becker, Xavier Naidoo, Hannelore Elsner und Peter Maffay, einsprechen. 2001 erschien die erste CD des Rilke Projekts unter dem Titel Bis an alle Sterne bei BMG Ariola Classics. Die Verkaufserwartungen für ein musikalisches Lyrikprojekt wurden dabei übertroffen. Bis 2010 wurden von dem ersten Album des Rilke Projekts über 150.000 Exemplare verkauft. Für dieses Ergebnis wurden Schönherz & Fleer mit einer Goldenen Schallplatte ausgezeichnet.
Danach vertonten Schönherz & Fleer 16 weitere Gedichte Rilkes für eine zweite CD des Rilke Projekts mit dem Titel In meinem wilden Herzen. Die CD erschien 2002 und erreichte mit mehr als 100.000 verkauften CDs in Deutschland erneut Goldstatus. Die dritte CD des Rilke Projekts mit dem Titel Überfließende Himmel erschien 2004 und erreichte ebenfalls Goldstatus. Mitwirkende Künstler waren u. a. Laith Al-Deen, Cosma Shiva Hagen, Hanna Schygulla, André Eisermann, Karlheinz Böhm, Christiane Hörbiger und Udo Lindenberg.
Im Herbst 2004 tourte das Rilke Projekt unter dem Titel Zwischen Tag und Traum mit einer großen Produktion durch 24 deutsche Städte. Die multimediale Bühnenfassung des Rilke Projekts mit den Schauspielern Jürgen Prochnow, Nina Hoger, Robert Stadlober und der Sängerin Zabine sahen mehr als 30.000 Zuschauer. Ein Tour-Mitschnitt wurde als DVD unter dem Tourtitel Schönherz & Fleer Rilke Projekt – Live – Zwischen Tag und Traum bei BMG Classics (heute Sony Music) im gleichen Jahr veröffentlicht.
2005 gaben Schönherz & Fleer ein Buch beim Insel-Verlag über ihr Rilke Projekt heraus. Neben Informationen zur Tournee, zu den beteiligten Schauspielern und Musikern sowie einem biografischen Essay über Rainer Maria Rilke enthielt die Buchveröffentlichung auch Tagebuchnotizen über die Konzertreise.
Nach drei CD-Alben mit Werken von Rainer Maria Rilke beschlossen Schönherz & Fleer 2005 sich dem lyrischen Werk Hermann Hesses zu widmen. 2007 erschien die erste CD des Schönherz & Fleer – Hesse Projekts mit dem Titel Die Welt unser Traum. Sie wurde fast 80.000 mal verkauft. Für diese Produktion hatten Schönherz & Fleer wieder Schauspieler und Musiker als Sprecher und Mitwirkende eingeladen, u. a. Till Brönner, Annett Louisan, Caterina Valente und Roger Willemsen. 2008 erschien die zweite CD des Hesse-Projekts mit dem Titel Verliebt in die verrückte Welt. Neben der Auswahl der Texte hatten Schönherz & Fleer sämtliche Musiktitel komponiert, produziert, die Sprecher ausgewählt und an verschiedenen Orten aufgenommen. Von dieser CD wurden circa 45.000 Stück verkauft.
Am 5. November 2010 erschien die vierte CD des Rilke Projekts Weltenweiter Wandrer. Bei dieser CD wirkten unter anderem Ben Becker, Clueso, Hannelore Elsner, Tim Fischer, Katja Flint, Sol Gabetta, Hannah Herzsprung, Patricia Kaas, Salif Keïta, David Kross, Hardy Krüger und Peter Maffay mit.
Am 14. Oktober 2011 erschien bei Sony Music Classical das Album Best of Rilke Projekt.
Am 12. September 2014 erschien bei Sony Music Classical das Album AMO – Kleide mich in Liebe mit James Franco, Gert Voss, Martina Gedeck, Xavier Naidoo, Katja Flint, Max Mutzke, Peter Lohmeyer, Jana Pallaske, Ulrich Tukur, Giora Feidman und Ani Choying Drolma.
Am 27. November 2015 erschien bei Edel Content das Album Symphonic Rilke Projekt – Dir zur Feier mit Stücken aus den vorangegangenen Rilke Projekt-Alben arrangiert für symphonisches Orchester. Die mitwirkenden Künstler sind Ben Becker, Hannelore Elsner, Nina Hoger, Max Mutzke und Robert Stadlober. Christian Kolonovits dirigiert die Neue Philharmonie Frankfurt. Den Bonustrack Omen und Orakel singen Yvonne Catterfeld und Xavier Naidoo.
Am 29. September 2017 erschien die Doppel-CD Rilke Projekt – Live in der Alten Oper Frankfurt, eine Aufzeichnung des Gala-Konzerts am 4. Dezember 2015 zum 140. Geburtstag Rilkes mit Ben Becker, Hannelore Elsner, Nina Hoger und Robert Stadlober und Special Guests Peter Maffay, Max Mutzke und Enrique Ugarte. Christian Kolonovits dirigierte die Neue Philharmonie Frankfurt, Gerhard Kämpfe moderierte.
Am 28. September 2018 erschien das 5. Album des Rilke Projekts Wunderweiße Nächte bei Lübbe Audio. Die Gedichte und Texte zum Thema Winter werden auf diesem Album von Julia Koschitz, Matthias Koeberlin, Klaus Hoffmann, Nicholas Müller und Cäthe interpretiert.
Seit 2018 finden jährliche Konzertreisen des Rilke Projekts in verschiedenen Besetzungen mit Richard Schönherz am Piano statt.

## Diskografie
- Rilke Projekt I Bis an alle Sterne
- Rilke Projekt II In meinem wilden Herzen
- Rilke Projekt III Überfließende Himmel
- Rilke Projekt IV Weltenweiter Wandrer (Sony Music, 2010)
- Rilke Projekt Zwischen Tag und Traum, der offizielle Reader (Inselverlag Frankfurt am Main und Leipzig 2005, ISBN 3-458-34878-6)
- Hesse Projekt I Die Welt unser Traum, Musikverlag Edition Poesiemusik (Sony/ATV Music Publishing, 2007)
- Hesse Projekt II Verliebt in die verrückte Welt, Musikverlag Edition Poesiemusik (Sony/ATV Music Publishing, 2009)
- DVD-Video Album: Schönherz & Fleer Rilke Projekt Live – Zwischen Tag und Traum (BMG Classics, 2005)
- AMO: Kleide mich in Liebe (Sony Music, 2014)
- Rilke Projekt Dir zur Feier (Edel Content, 2015)
- Rilke Projekt I-IV 4 CDs-Box (Lübbe Audio, 2017)
- Rilke Projekt Live in der Alten Oper Frankfurt
- Rilke Projekt V Wunderweiße Nächte (Lübbe Audio, 2018)
- Rilke Projekt Das ist die Sehnsucht
- Poesie Projekt – Was ist Liebe (Energie Kultur, 2024)

## Auszeichnungen für Musikverkäufe
Anmerkung: Auszeichnungen in Ländern aus den Charttabellen bzw. Chartboxen sind in ebendiesen zu finden.
| Land/RegionAuszeichnungen für Musikverkäufe (Land/Region, Auszeichnungen, Verkäufe, Quellen) | Gold     | Platin | Verkäufe | Quellen           |
| -------------------------------------------------------------------------------------------- | -------- | ------ | -------- | ----------------- |
| Deutschland (BVMI)                                                                           | 3× Gold3 | —      | 400.000  | musikindustrie.de |
| Insgesamt                                                                                    | 3× Gold3 | —      |          |                   |

## Auszeichnungen
Im Herbst 2004 wurden Richard Schönherz und Angelica Fleer mit dem Internationalen Buchpreis „Corine“ des Nachrichtenmagazins Focus in der Kategorie Hörbuch für ihr „Rilke Projekt, 1 bis 3“ ausgezeichnet. „Die Interpretation der Gedichte von Rainer Maria Rilke – lyrische Texte, inszeniert von populären Künstlern, in Verbindung mit den phantastischen Kompositionen von Schönherz & Fleer – hat es geschafft, den Dichter einem neuen und damit breiteren Publikum zugänglich zu machen. Die visionäre Realisierung des Projektes hat überzeugt.“ Jobst-Ulrich Brand, Kulturredaktion des Focus